# Кохановце (Бардјејов)
Кохановце (слч. Kochanovce) насељено је мјесто са административним статусом сеоске општине (слч. obec) у округу Бардјејов, у Прешовском крају, Словачка Република.

## Становништво
| Година:    | 1994. | 2004.    | 2014.   | 2024.   |
| ---------- | ----- | -------- | ------- | ------- |
| Број људи: | 233   | 259      | 252     | 261     |
| Разлика:   |       | +11,15 % | -2,70 % | +3,57 % |

| Година:    | 2023. | 2024.   |
| ---------- | ----- | ------- |
| Број људи: | 262   | 261     |
| Разлика:   |       | -0,38 % |

Према подацима о броју становника из 2024. године насеље је имало 261 становника.